# Losari Kidul (Losari)
Losari Kidul is een bestuurslaag in het regentschap Cirebon van de provincie West-Java, Indonesië. Losari Kidul telt 3291 inwoners (volkstelling 2010).